# مشروع الألياف البصرية الباكستاني الصيني
مشروع الألياف البصرية الباكستاني الصيني هو عبارة عن كابل من الألياف الضوئية بطول 820 كيلومترًا تم وضعه بين ممر خونجراب على الحدود بين الصين وباكستان ومدينة راولبندي. تم تشييده كجزء من الممر الاقتصادي الصيني الباكستاني بتكلفة تقديرية تبلغ 44 مليون دولار. تم وضع حجر الأساس للمشروع في 19 مايو 2016 في مدينة جيلجيت. تم تصور الخط لأول مرة في عام 2009، مع توقيع باكستان والصين اتفاقية في عام 2013. ومع ذلك لم يتم تنفيذ المشروع حتى يتم إدراجه كجزء من الممر الاقتصادي الصيني الباكستاني. سيستغرق وضع الخط ما يقدر بعامين، وسيجلب اتصال الجيل الثالث والرابع إلى منطقة غلغت-بلتستان.
سيربط الخط شبكة الكابلات الأرضية العابرة لأوروبا وآسيا مع شبكة باكستان، التي تنقل حاليًا حركة الاتصالات والإنترنت عبر أربعة كابلات ألياف ضوئية تحت سطح البحر، مع ثلاثة كابلات ألياف ضوئية أخرى تحت سطح البحر قيد الإنشاء.
466.54 كيلومترًا من الطريق سيقع في جيلجيت بالتستان، بينما سيتم مد 287.66 كيلومترًا في إقليم خيبر بختونخوا، و47.56 كيلومترًا في إقليم البنجاب، و18.2 كيلومترًا في إقليم العاصمة إسلام أباد. والتي ستمتد إلى جوادر.
يتم تمويل المشروع من قبل بنك إكسيم الصين بسعر فائدة ميسر 2٪، مقابل 1.6٪ نموذجي لمشاريع البنية التحتية الأخرى للممر.
اكتمل المشروع وافتتح في يوليو 2018.